# I due cavalieri di Minni
I due cavalieri di Minni (The Barn Dance)  è un cortometraggio animato del 1929 della serie Mickey Mouse (quarto della serie) diretto da Walt Disney e realizzato da Ub Iwerks, prodotto dalla Walt Disney Productions e uscito negli Stati Uniti il 14 marzo 1929.

## Trama
Tutto comincia quando Topolino va da Minni per portarla in una sala da ballo. Minni però preferisce la macchina di Gambadilegno a quella di Topolino. Ma quando quella di Gambadilegno si guasta, lei se ne va da Topolino. Mentre sono sul suo carro cercano di baciarsi ma la coda del cavallo lo impedisce dato che colpisce continuamente Topolino in faccia. Allora Topolino lega alla coda un peso per tenerla sempre attaccata al terreno. Ma il cavallo se ne riesce a liberare e continua a scodinzolare. Topolino seccato salta sul cavallo e gli allunga il collo diminuendo la lunghezza della coda e finalmente si baciano. Nella sala i due si mettono a ballare ma Topolino pesta continuamente i piedi a Minni visto che le sue scarpe sono troppo grandi e lei a questo punto si mette a ballare con Gambadilegno appena arrivato lì. Topolino prende un palloncino e se lo nasconde nei pantaloni, sembrando leggero quando balla ed evitando anche di pestare i piedi a Minni. Grazie a Gambadilegno, che fa scoppiare il palloncino, Minni scopre l'imbroglio e Topolino rimane in lacrime per terra.